# مشروع آي جي آي : أنا ذاهب
مشروع آي جي آي : أنا ذاهب (بالإنجليزية: Project I.G.I: I'm Going In)‏ هي لعبة فيديو فردية اكشن من منظور الشخص الأول
طورت من قبل أستديوهات إينرلووپ وأصدرت في 15 ديسمبر 2000 من قبل إيدوس إنتراكتيف . وتُعد من أوائل الألعاب التي تحاكي تطور الأسلحة في الواقع ، وصورت محاكاة حقيقية لمعارك الجيوش .

## القصة
يُرسل عميل سابق بسلك الاستخبارات السرية ويدعى ديفيد چونز (بالإنجليزية: David Jones)‏ للبحث عن تاجر أسلحة روسي يدعى يوسف بريبوي (بالإنجليزية: Josef Priboi)‏ والذي يُعتقد بأنه على علم بسرقة أحد الأسلحة النووية ويكتشف أن العقل المدبر لسرقة السلاح النووي هو ياك بريبوي (بالإنجليزية: Jach Priboi)‏ عم يوسف بريبوي ، ويكتشف جونز مكان ياك بزرع فيروس حاسوبي في إحدى مراكز إتصال ياك .
وعندما حاول جونز أن يُهرب جاك في مروحية ، أسقطت طائرة حربية روسية المروحية وجاءت قوات حدودية تابعة لروسيا وأخذوا بريبوي ومن ثم يعبر جونز الحدود ويستطيع أن يكتشف مكان بريبوي ، ويكتشف أن من يريد استخدام السلاح النووي لغرض التدمير هي إِك (بالإنجليزية: Ekk)‏ وهي زعيمة مافيا وتهرب إٍك في لقائها الأول مع جونز ويقتُلها في مخبأها الثاني و يُعطِل السلاح النووي .